# Callambulyx rubricosa
Callambulyx rubricosa är en fjärilsart som beskrevs av Walker 1856. Callambulyx rubricosa ingår i släktet Callambulyx och familjen svärmare. Inga underarter finns listade i Catalogue of Life.

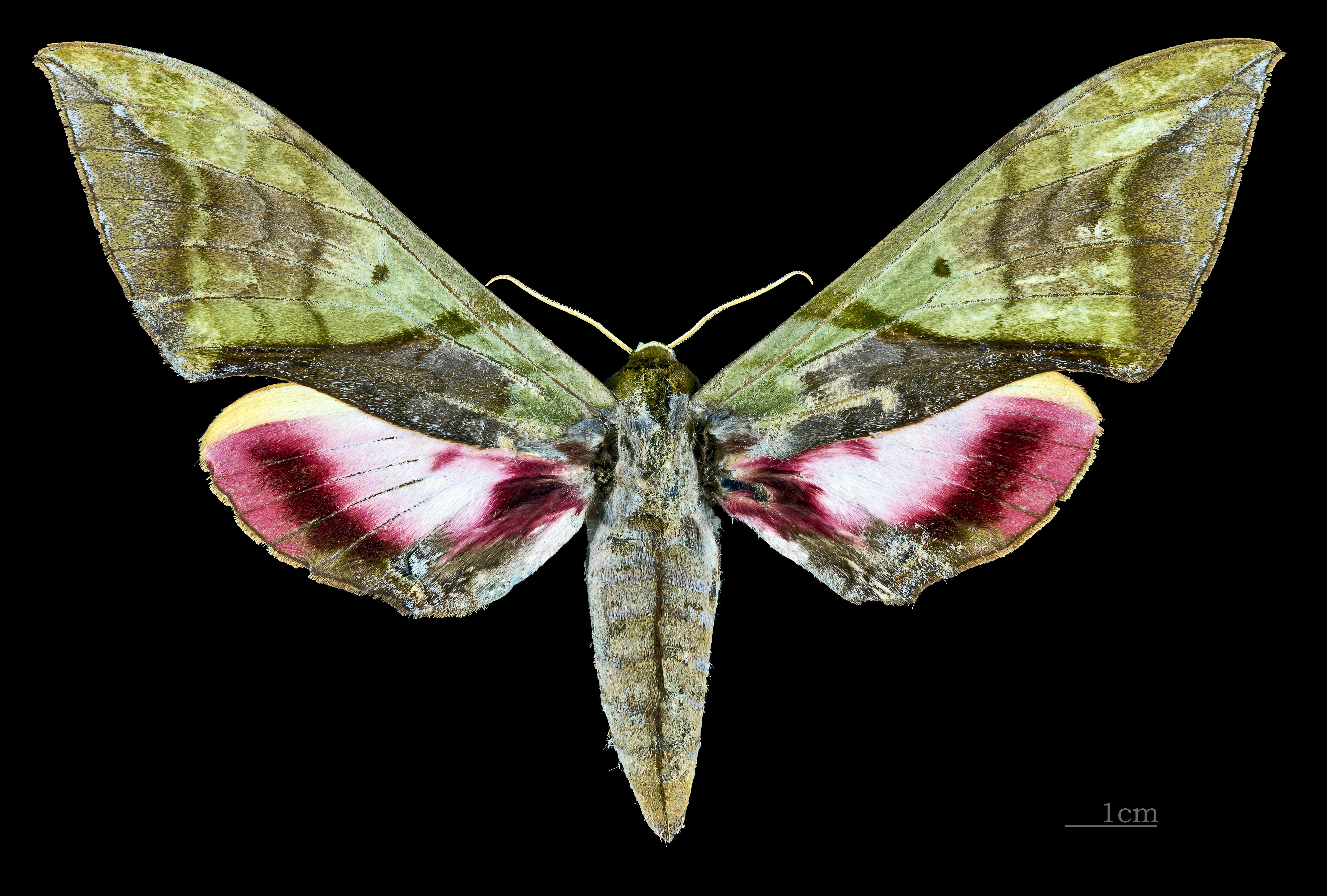
Callambulyx rubricosa rubricosa  ♀
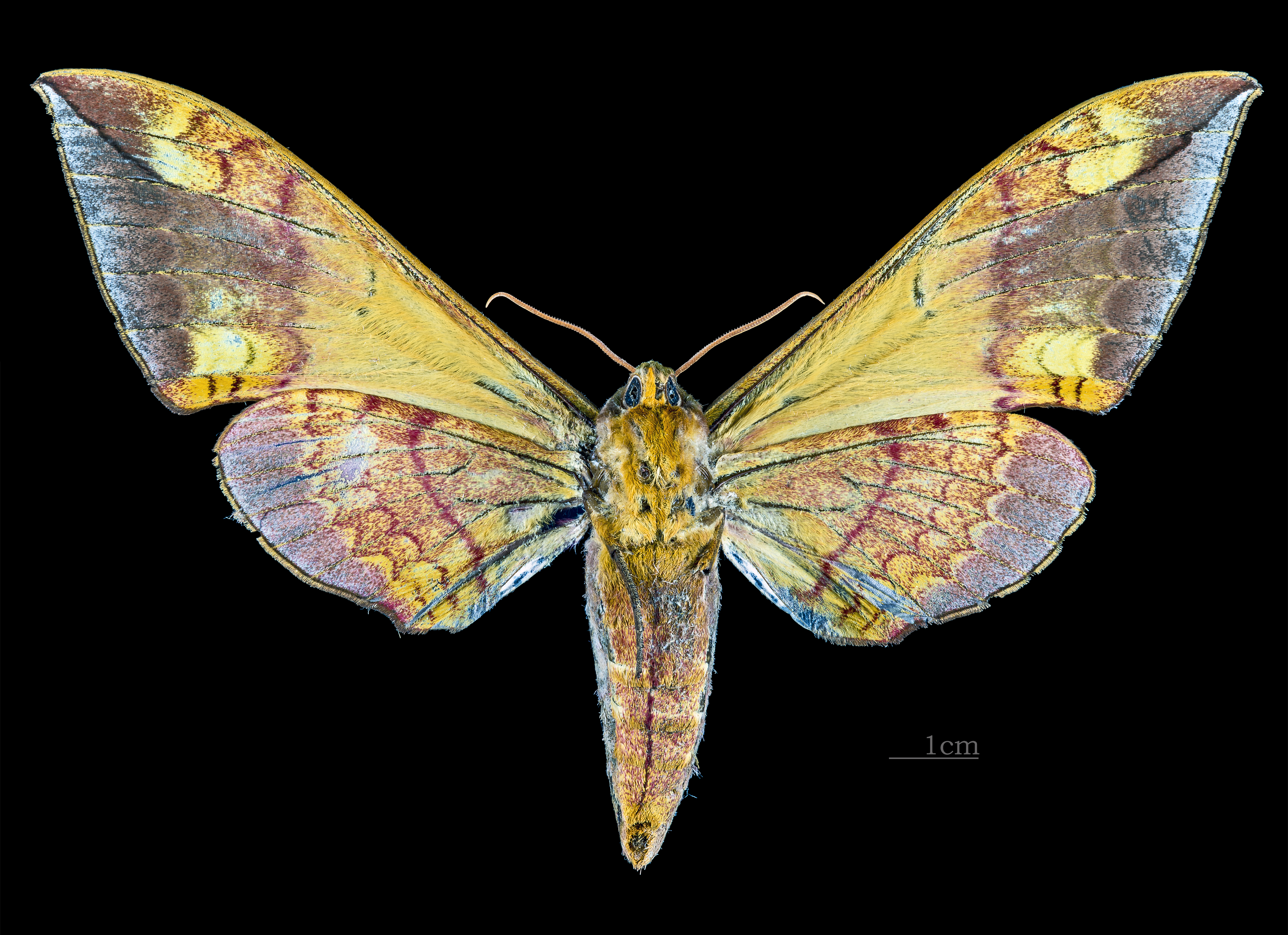
Callambulyx rubricosa rubricosa   △ ♀

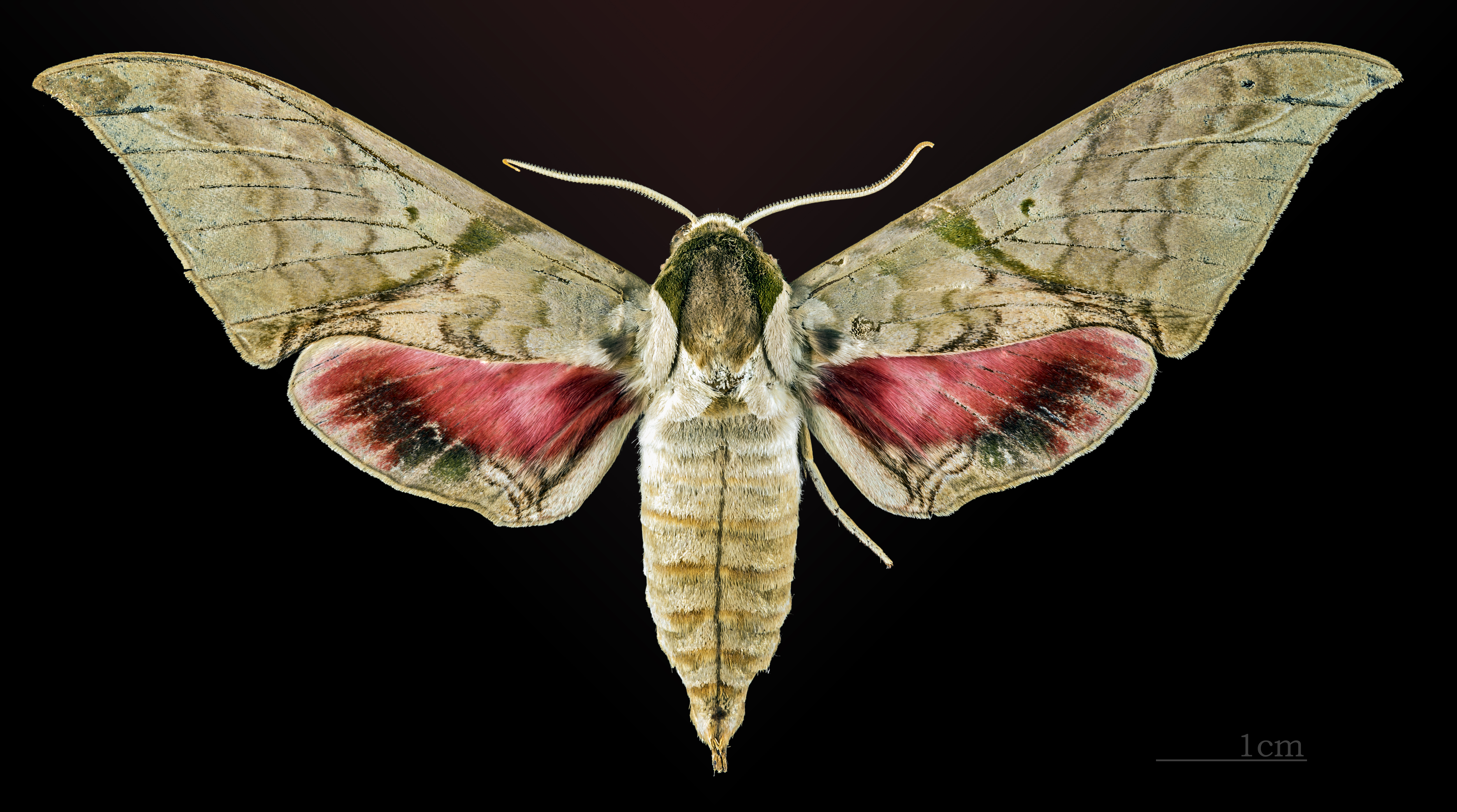
Callambulyx rubricosa piepersi ♂
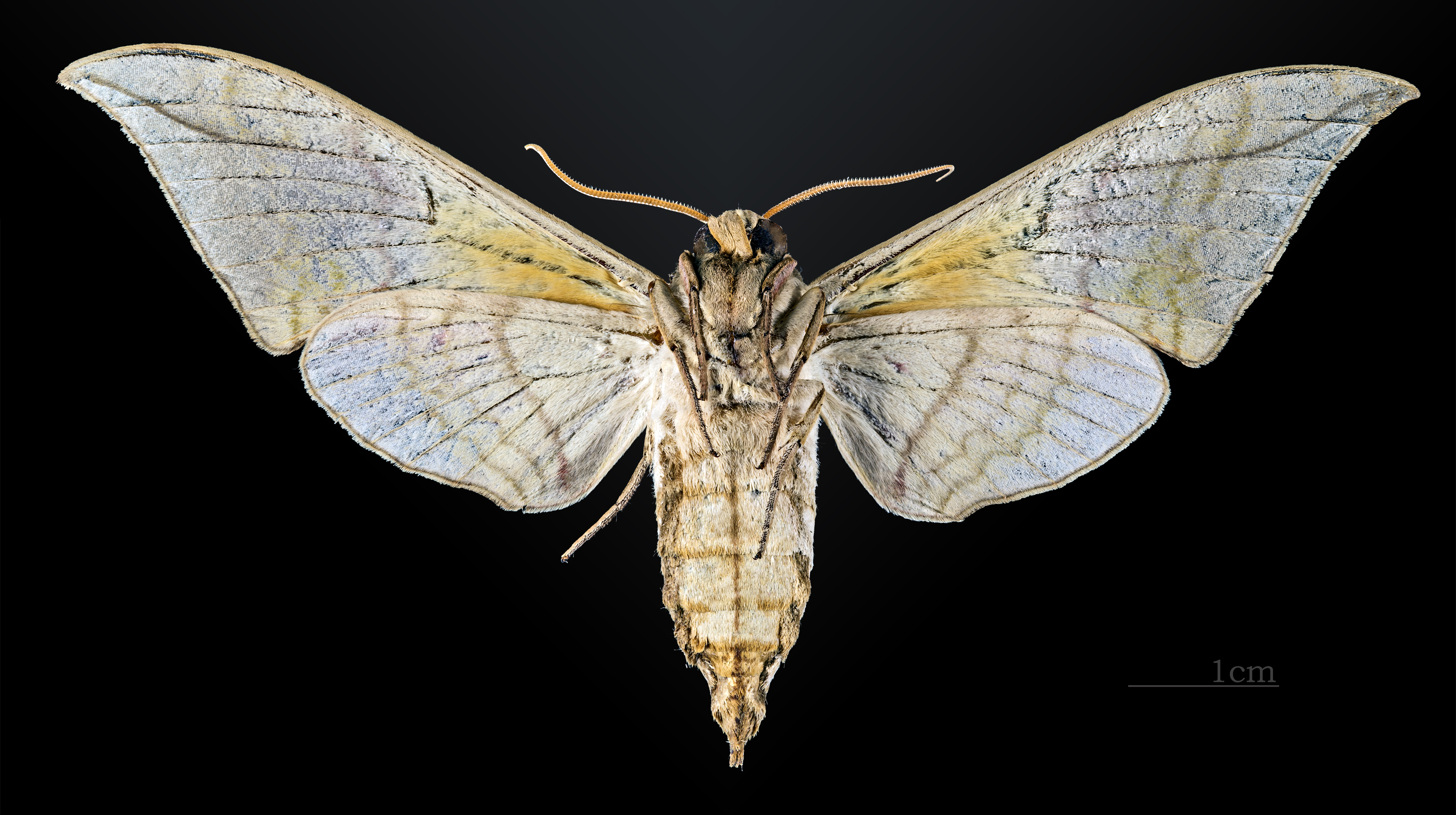
Callambulyx rubricosa piepersi △ ♂
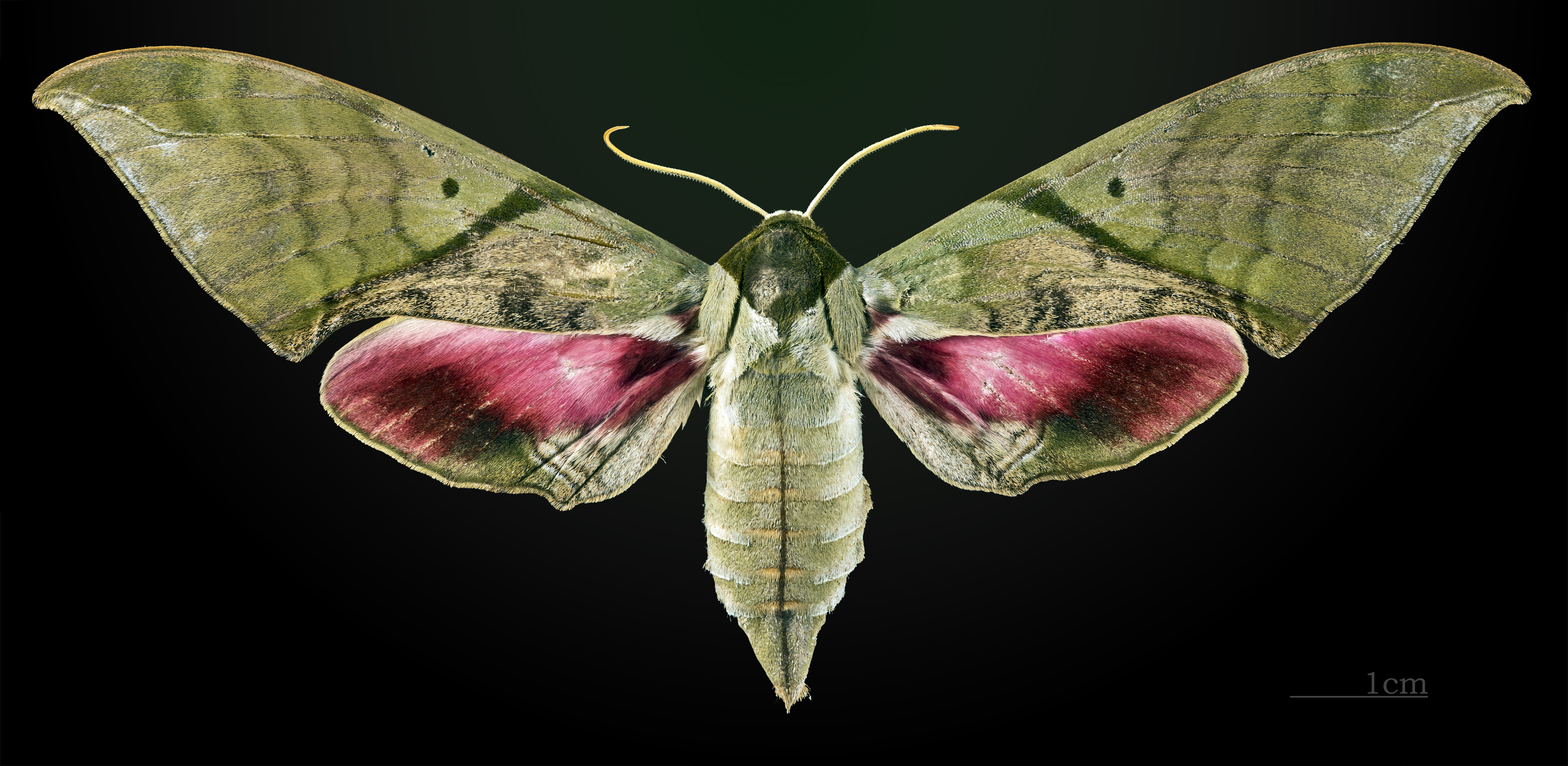
Callambulyx rubricosa piepersi ♀
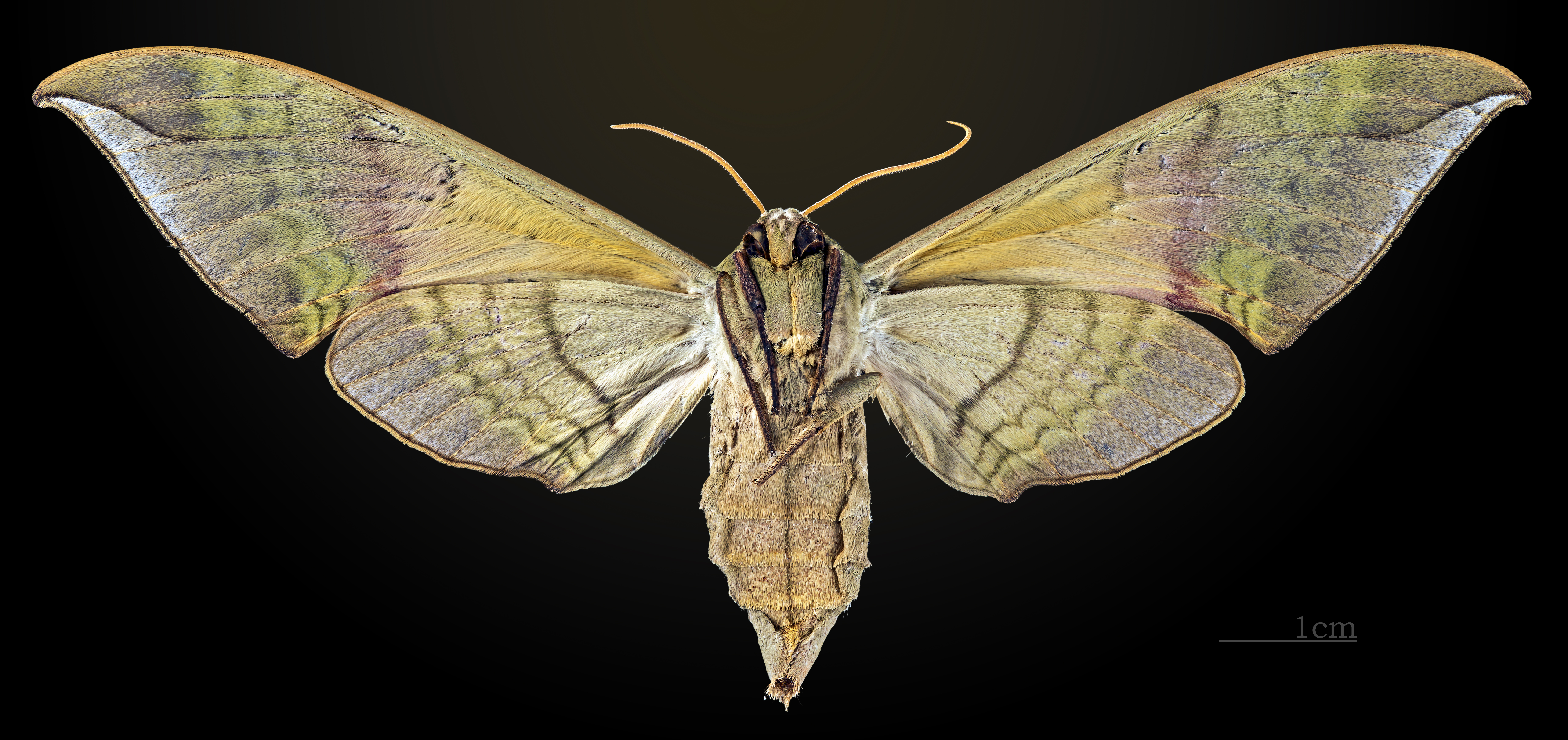
Callambulyx rubricosa piepersi   △ ♀